# Ізотопічний спін
Ізотопічний спін або ізоспін — квантове число, що дає змогу трактувати елементарні частинки із близькими значеннями мас і схожими властивостями щодо взаємодії як стани однієї спільної родинної частинки.
Ізотопічний спін позначається зазвичай літерою I.
Наприклад, близькі за масою протон і нейтрон утворюють дублет станів нуклона. Ізотопічний спін для дублета дорівнює 1/2. При цьому протону приписується проєкція ізотопічного спіну +1/2, а нейтрону –1/2.
Відповідним чином піони складають триплет, а тому ізотопічний спін для них дорівнює 1: позитивному піону приписується проєкція +1, нейтральному 0, а негативному –1.
Загалом ізотопічний спін описується оператором, аналогічним оператору спіна, який діє в уявному ізотопічному просторі. Якби частинки взаємодіяли тільки через сильну взаємодію, то напрямок координатних осей у цьому просторі жодним чином не був би зв'язаний із будь-якою іншою характеристикою. Коли окрім сильної взаємодії присутня ще й електромагнітна взаємодія, то енергія частинки змінюється. Проєкція одної із компонент ізотопічного спіну на вибраний напрямок у ізотопічному просторі залежить від заряду частинки. Саме тому протон має проєкцію ізотопічного спіну 1/2, а нейтрон –1/2.
Загалом для вираження зв'язку між ізотопічним спіном і зарядом існує формула Гелл-Манна — Нісідзіми:
{\displaystyle q=e\left(I_{3}+{\frac {1}{2}}Y\right)},
де e — елементарний заряд, {\displaystyle I_{3}} — проєкція ізотопічного спіну, а число Y — однакове для всієї родини частинок. Це число називають гіперзарядом. Для нуклонів гіперзаряд дорівнює 1.
Поняття ізоспіну запровадив Вернер Гайзенберг у 1932 році для пояснення однакової поведінки нейтрона та протона у сильних взаємодіях.

## Кварки та ізоспін
В сучасній літературі, ізоспін (I) визначається як векторна величина, в якій u- та d-кварки отримують значення I = 1⁄2, причому третя компонента вектора (тобто, його z проєкція), що позначається як I3 або Iz, дорівнює 1⁄2 для u-кварка, та −1⁄2 для d-кварка. Всі інші кварки, за визначенням, мають I = 0 та I3 = 0. Таким чином, для всіх адронів,
{\displaystyle I_{3}={\frac {1}{2}}(n_{u}-n_{d})\ }
де nu та nd — кількість u- та d-кварків, відповідно.
У певній комбінації кварків, третя компонента вектора ізоспіну (I3) може бути або співнаправленою для обох кварків, або бути направленою в протилежні боки, таким чином визначаючи значення повного ізоспіну адрона. Адрони з однаковим кварковим складом але різним значенням ізоспіну (тобто, напрямом сумарного вектора ізоспіну) мають різні властивості.
Наприклад, s-кварк, разом з u- та d-кварками можуть сформувати баріон, причому є два різних способи комбінації ізоспіну в такому баріоні. Вектори ізоспіну u- та d-кварків можуть бути або співнапрямленими або направленими в протилежні боки, утворюючи у підсумку баріон з ізоспіном 1 або 0. Стан з ізоспіном 1 ({\displaystyle \Sigma ^{0}}-гіперон) та стан з ізоспіном 0 ({\displaystyle \Lambda ^{0}}-гіперон) мають різні маси та різний час життя.

### Номенклатура адронів
Номенклатура легких адронів історично побудована навколо ізоспіну.
- Адрони зі значенням повного ізоспіну 3⁄2 називаються дельта-баріони та є будь-якою комбінацією трьох u- та (або) d-кварків (але лише цих кварків).
- Адрони зі значенням повного ізоспіну 1 можуть мати два u-кварки, або два d-кварки, або один u-кварк та один d-кварк:
  - деякі мезони — залежно від значення спіна, піони (спін 0), або ро-мезони (спін 1);
  - баріони, з додатковим кварком (s, c або b) — сигма-баріони.
- Адрони зі значенням повного ізоспіну 1⁄2 можуть складатися з:
  - одного u-кварка або одного d-кварка, разом з другим s, c або b кварком — дивні (каони) мезони, зачаровані (D-мезони), або красиві (B-мезони);
  - одного u-кварка або одного d-кварка, разом з двома додатковими s, c або b кварками — ксі-баріони;
  - одного u-кварка, одного d-кварка, та ще одного u- або d-кварка — нуклони. Однак, баріони з трьома ідентичними кварками, що перебувають в основному (не збудженому) стані, не можуть мати ізоспін 1/2 за принципом заборони Паулі через те, що загальна хвильова функція баріона має бути антисиметричною.[3]
- Адрони зі значенням повного ізоспіну 0 можуть складатися з:
  - одного u-кварка та одного d-кварка — ета-мезони;
  - одного u-кварка та одного d-кварка, з додатковим s, c або b кварком — лямбда-баріони;
  - винятково s, c або b кварків — омега-баріони, фі-мезон, кварконій, тощо.